# SV Schaffhausen
Die SV Schaffhausen ist ein Schweizer Fussballverein aus Schaffhausen. Die Vereinsfarben sind Schwarz/Weiss. Umgangssprachlich wird die Spielvereinigung als «Spielvi» bezeichnet. 

## Geschichte
Im Jahre 1922 entstand durch die Fusion der beiden Fussballclubs Hohlenbaum und Sportclub Schaffhausen die Spielvereinigung Schaffhausen. Später folgten weitere Fusionen mit diversen Schaffhauser Fussballclubs, so etwa mit dem FC Munot oder dem FC Ceresio Schaffhausen. Zwischen 1949 und 1951 wurde die erste Mannschaft von Albert Sing trainiert, der 1954 als Co-Trainer mit der deutschen Fussballnationalmannschaft Fussball-Weltmeister wurde.
Die Spielvereinigung spielte über viele Jahrzehnte in unteren Ligen, bevor der Verein in den 1990er Jahren zu einem Höhenflug ansetzte: 1990 erfolgte der Aufstieg in die viertklassige 2. Liga, 1994 der Aufstieg in die drittklassige 1. Liga. 1997 schaffte die «Spielvi» sogar den Sprung in die Nationalliga B. In der zweithöchsten Schweizer Spielklasse konnte sich der reine Amateurclub aber nicht behaupten und stieg bereits nach einem Jahr wieder ab. 2001 und 2002 verpasste er den erneuten Aufstieg als Zweiter bzw. Erster seiner Gruppe knapp.
2004 stieg er in die viertklassige 2. Liga inter ab, 2007 wieder in die 1. Liga auf und 2010 wieder in die viert-, ab 2012 nach der Einführung der Promotion League fünftklassige 2. Liga inter ab, wonach 2014 sogar der Abstieg in die nun sechstklassige 2. Liga folgte. Nach zwei Saisons wurde der Wiederaufstieg erreicht, nach weiteren zwei erfolgte wiederum der Abstieg in die 2. Liga, diesmal für drei Saisons. 2021 schaffte der Club den Wiederaufstieg in die 2. Liga inter. In der Saison 2023/24 wurde er Erster der Gruppe 4 sowie Meister der 2. Liga inter und stieg in die 1. Liga auf.

### Frauenfussball
Im Jahr 2015 wurde eine Frauenabteilung gegründet. Die Spielvi stellt insgesamt fünf Mädchen- und Frauenmannschaften (Stand 2022). Von D-Juniorinnen zu einer aktiven Frauenmannschaft, welche in der 3. Liga spielt und die Tendenz der Spielerinnen ist steigend.
Die Trainer Domenik Grbic und Michael Kummer trainieren die erste Frauenmannschaft der Saison 22/23. Der Kader beinhaltet 19 Spielerinnen im Durchschnittsalter von 20 Jahren.